# Rayane Aabid
Rayane Aabid (Villeneuve-d'Ascq, 19 gennaio 1992) è un calciatore francese, centrocampista del RS Berkane.